# إليز أندرو
إليز أندرو (بالإنجليزية: Elise Andrew)‏ هي مدونة ومديرة موقع وكاتِبة بريطانية، ولدت في 1989.